# Tổng tuyển cử Ấn Độ 2019
Cuộc tổng tuyển cử Ấn Độ 2019 được tổ chức theo bảy giai đoạn từ ngày 11 tháng 4 đến ngày 19 tháng 5 năm 2019 để tạo thành Lok Sabha lần thứ 17. Việc kiểm phiếu diễn ra vào ngày 23 tháng 5 và cùng ngày kết quả được công bố. Khoảng 900 triệu công dân Ấn Độ đã đủ điều kiện để bỏ phiếu một trong bảy giai đoạn tùy thuộc vào từng khu vực. Cuộc bầu cử năm 2019 đã thu hút hơn 67% - mức cao nhất trong lịch sử các cuộc bầu cử chung ở Ấn Độ, cũng như sự tham gia cao nhất được ghi nhận trong các cuộc bầu cử ở Ấn Độ của phụ nữ.
Theo kết quả chính thức, Đảng Bharatiya Janata đã giành giành được 303 ghế, trong đó đảng lãnh đạo Liên minh Dân chủ Quốc gia giành tổng cộng 355 ghế. Trong khi đó, đảng Quốc đại Ấn Độ giành được 52 ghế và Liên minh Tiến bộ Thống nhất do đảng này lãnh đạo giành được 91 ghế. Các đảng khác giành được 96 ghế. Để trở thành đảng đối lập chính thức trong Lok Sabha, một đảng phải giành được 10% tổng số ghế, hoặc 55 chỗ. Đảng đối lập lớn nhất, Đảng Quốc đại Ấn Độ, một lần nữa không đạt được con số này. Do đó, Ấn Độ vẫn không có đảng đối lập chính thức. Modi tuyên bố chiến thắng, và lãnh đạo Quốc đại Rahul Gandhi thừa nhận thất bại trong thời gian tranh cử.
Hội đồng lập pháp bầu cử ở các bang Andhra Pradesh, Arunachal Pradesh, Odisha, Sikkim đã được tổ chức đồng thời với cuộc tổng tuyển cử.

## Chế độ bầu cử
Tất cả 543 người được bầu MPs sẽ được bầu từ các khu vực bầu cử một thành viên bằng cách sử dụng bỏ phiếu trước-sau-sau. Tổng thống Ấn Độ đề cử thêm hai thành viên từ cộng đồng Anh-Ấn nếu ông tin rằng cộng đồng được đại diện dưới mức.
Cử tri đủ điều kiện phải là công dân Ấn Độ, từ 18 tuổi trở lên, cư dân bình thường trong khu vực bỏ phiếu của khu vực bầu cử và sở hữu thẻ cử tri do Ủy ban bầu cử Ấn Độ cấp. Một số người bị kết án hoặc vi phạm khác bị cấm bỏ phiếu.
Các cuộc bầu cử đang được tổ chức đúng tiến độ và theo hiến pháp Ấn Độ bắt buộc bầu cử quốc hội cứ 5 năm một lần. Chi tiết về các cuộc bầu cử đã được Ủy ban bầu cử Ấn Độ (ECI) công bố vào ngày 10 tháng 3 năm 2019, sau đó Quy tắc ứng xử mẫu được đưa ra ngay lập tức có hiệu lực.